# 極品老媽 (第三季)
《極品老媽》第三季（英語：Mom Season 3）由查克·洛里、艾迪·高洛達斯奇與潔瑪·貝克開創，在2015年11月5日至2016年5月19日間於CBS首播，全季共22集。故事主要圍繞於克莉絲蒂與邦妮這對冤家母女，兩人都曾對藥物及酒精成癮，如今想成為「好母親」的她們，展開戒癮的旅程。

## 製作
本季於2015年3月12日獲得續訂，並於2016年3月25日宣布續訂第4季。

### 選角
安娜·法瑞絲、艾莉森·珍妮、莎蒂·考瓦諾、麥特·瓊斯、弗倫奇·斯圖爾特、布萊克·蓋瑞特·羅森塔爾與咪咪·甘迺迪等主要演員均回歸第三季。考瓦諾、瓊斯與羅森塔爾登場次數銳減，僅演出5至7集，史都華更僅演出1集，而未登場的內特·考德瑞與斯賓塞·丹尼爾斯自本季起退出主演陣容，於第二季常駐客串的潔米·佩絲莉與貝絲·霍爾則被提升為主要演員。
2015年8月4日，宣布《美味新關係》艾蜜莉·奧斯蒙將在第3季飾演一名年輕、聰明的街頭藥癮女孩祖蒂，而佩絲莉及貝絲·霍爾皆被提升為主要演員，飾演路克的丹尼爾斯則預計不會回歸第3季。8月11日，宣布艾倫·鮑絲汀將客串飾演邦妮的母親，也就是克莉絲蒂的外婆雪莉，而《銀髮失樂園》朱恩·斯奎布也將於該集客串，飾演被克莉絲蒂誤認為外婆的多蒂。9月18日，貝克透露克莉絲蒂將和哈瑞·哈林飾演之弗雷德發展情愫，而弗雷德更是肯蒂絲的父親。10月23日，宣布《舞力麥克：尺度極限XXL》喬·曼根尼羅將客串飾演匿名戒酒会性感的新進成員朱利安。10月28日，宣布《已婚》茱蒂·葛瑞兒將客串飾演克莉絲蒂與邦妮嘗試幫助戒酒癮的米雪兒。10月31日，宣布琳達·拉文將客串飾演格雷戈里的母親菲莉絲。
2016年2月26日，宣布和珍妮於《白宮風雲》中合作過的李察·席夫將客串該年5月的某一集。

## 演員陣容

### 主要演員
- 安娜·法瑞絲 飾 克莉絲蒂·普朗奇
- 艾莉森·珍妮 飾 邦妮·普朗奇
- 莎蒂·考瓦諾（英语：Sadie Calvano） 飾 薇歐蕾特·普朗奇
- 麥特·瓊斯（英语：Matt Jones (actor)） 飾 巴克斯特
- 弗倫奇·斯圖爾特 飾 大厨魯迪
- 布萊克·蓋瑞特·羅森塔爾 飾 羅斯科
- 咪咪·甘迺迪（英语：Mimi Kennedy） 飾 瑪珠莉·阿姆斯壯
- 潔米·佩絲莉 飾 吉兒·肯豆
- 貝絲·霍爾（英语：Beth Hall） 飾 溫蒂·哈里斯

### 特別客串
- 艾倫·鮑絲汀 飾 雪莉·斯泰普勒
- 奥克塔維亞·斯賓塞 飾 蕾吉娜·湯普金斯

### 常設演員
- 琳達·拉文 飾 菲莉絲·蒙奇尼克
- 威廉·菲德內爾 飾 亞當·詹納考斯基
- 唐·麥克馬納斯（英语：Don McManus） 飾 史提夫·寇帝斯
- 莎拉·露（英语：Sara Rue） 飾 肯蒂絲·海耶斯
- 大衛·克倫荷茨 飾 格雷戈里·蒙奇尼克
- 艾蜜莉·奧斯蒙 飾 祖蒂·哈伯德
- 蘿莉·強森（英语：Lauri Johnson） 飾 碧耶翠絲

### 客串演員
- 蘿西·歐唐納 飾 珍寧
- 艾米·希爾（英语：Amy Hill） 飾 貝芙莉·塔倫蒂諾
- 柯特妮·亨格勒 飾 克勞蒂婭
- 強納森·科恩（英语：Jonny Coyne） 飾 維多·普魯吉安
- 瑪麗·帕特·格里森（英语：Mary Pat Gleason） 飾 瑪麗
- 雷吉·迪·里昂 飾 保羅

## 集數
| 總集數 | 集數 （季） | 標題                                                                | 導演          | 編劇 | 首播日期       | 製作 代碼 | 美國收視人數 （百萬） |
| --- | ----------- | ------------------------------------------------------------------- | ------------- | --- | -------------- | --------- | --------------------- |
| 45 | 1           | 恐怖分子和姜饼 Terrorists and Gingerbread                           | 詹姆士·威道斯 | 劇本創作 ：查克·洛里 & 馬科·佩奈特 故事構思 ：潔瑪·貝克 & 亞當·蔡斯 & 安妮·弗雷特-佐丹諾                                   | 2015年11月5日  | 4X7053    | 7.28                  |
| 邦妮的母親雪莉找上克莉絲蒂，而邦妮得知後，表示不願意和雪莉見面。克莉絲蒂對雪莉感到好奇而見了她，並得知雪莉是因為喪夫加上無法養活邦妮而將邦妮送養。克莉絲蒂將此事告訴邦妮，並表示雪莉來日不多，因此邦妮勉強答應和雪莉見面。邦妮對雪莉充滿埋怨，而雪莉坦承之所以沒接邦妮回去是因為她同居的男人不想要孩子，這讓邦妮感到更加無法釋懷。瑪珠莉開導邦妮，並表示邦妮不需要讓雪莉回到她的生活中，但原諒雪莉才會讓邦妮內心不會再充滿怨恨。於是，邦妮來到洛杉磯拜訪雪莉，而雪莉也送了她其父親抱著她的相片，正當雪莉想要擁抱邦妮時，邦妮回絕了雪莉，並表示自己還需要時間，這讓雪莉心碎。 未登場：莎蒂·考瓦諾 飾 薇歐蕾特·普朗奇、麥特·瓊斯 飾 巴克斯特、弗倫奇·斯圖爾特 飾 大厨魯迪 特別客串：艾倫·鮑絲汀 飾 雪莉·斯泰普勒 客串：朱恩·斯奎布 飾 多蒂、蘿莉·強森 飾 碧耶翠絲 |             |                                                                     |               | |                |           |                       |
| 46 | 2           | 大腿缝和法式羊排 Thigh Gap and a Rack of Lamb                       | 詹姆士·威道斯 | 劇本創作 ：查克·洛里 & 馬科·佩奈特 故事構思 ：潔瑪·貝克 & 亞當·蔡斯 & 安妮·弗雷特-佐丹諾                                   | 2015年11月12日 | 4X7052    | 7.16                  |
| 互助會來了新成員祖蒂，而克莉絲蒂一行人打算幫助祖蒂戒癮。邦妮和瑪珠莉鼓勵克莉絲蒂向克勞蒂婭提出加薪要求，就在克莉絲蒂鼓起勇氣時，克勞蒂婭表示弟弟將會接任餐廳經理一職，使得克莉絲蒂憤而辭職。在冷靜過後，克莉絲蒂發現自己做了錯誤的決定，而接受克勞蒂婭的提議降回服務生的職位。巴克斯特和肯蒂絲買了游艇，並打算帶羅斯科去釣魚，但由於該行程佔用羅斯科回克莉絲蒂家住的時間，使得克莉絲蒂不答應，並與肯蒂絲發生衝突，但在邦妮的建議過後，克莉絲蒂還是讓羅斯科和巴克斯特出遊。祖蒂再度出現在互助會，並坦承自己的毒販男友對她戒癮一事很有意見，並出手打了祖蒂，而克莉絲蒂一行人決定幫助祖蒂，並要祖蒂遠離其毒販男友。 未登場：莎蒂·考瓦諾 飾 薇歐蕾特·普朗奇、弗倫奇·斯圖爾特 飾 大厨魯迪 客串：莎拉·露 飾 肯蒂絲、柯特妮·亨格勒 飾 克勞蒂婭、艾蜜莉·奧斯蒙 飾 祖蒂 |             |                                                                     |               | |                |           |                       |
| 47 | 3           | 奶酪条和基琴吧 Mozzarella Sticks and a Gay Piano Bar                | 詹姆士·威道斯 | 劇本創作 ：查克·洛里 & 尼克·貝凱 & 馬科·佩奈特 故事構思 ：潔瑪·貝克 & 謝爾敦·布爾 & 亞當·蔡斯                              | 2015年11月19日 | 4X7056    | 7.46                  |
| 克莉絲蒂和邦妮教祖蒂如何找工作，歷經三個月，祖蒂的生活終於步入正軌，並與其姐姐重修舊好。克莉絲蒂和邦妮愛上幫助人的感覺，並來到酒吧找尋幫助目標，而她們發現米雪兒很像酗酒者，而將米雪兒帶到互助會，並將米雪兒帶回家休息。清醒的米雪兒對酒醉發生的事完全沒有記憶，而克莉絲蒂和邦妮也終於得知米雪兒並非酗酒者。 未登場：莎蒂·考瓦諾 飾 薇歐蕾特·普朗奇、麥特·瓊斯 飾 巴克斯特、弗倫奇·斯圖爾特 飾 大厨魯迪、布萊克·蓋瑞特·羅森塔爾 飾 羅斯科 客串：茱蒂·葛瑞兒 飾 米雪兒、艾蜜莉·奧斯蒙 飾 祖蒂、查理·羅賓森 飾 蒙森先生、索妮雅·艾迪 飾 安潔拉 |             |                                                                     |               | |                |           |                       |
| 48 | 4           | 锯末和牛腩 Sawdust and Brisket                                      | 詹姆士·威道斯 | 劇本創作 ：查克·洛里 & 尼克·貝凱 故事構思 ：謝爾敦·布爾 & 蘇珊·麥克馬丁 & 山姆·米勒                                        | 2015年11月26日 | 4X7051    | 6.72                  |
| 薇歐蕾特決定和克莉絲蒂重新建立感情，這讓克莉絲蒂很感動。瑪珠莉告訴邦妮若是她真的有心要戒癮，就要為自己的行為負責，因此邦妮決定向貝芙莉道歉，但貝芙莉卻不領情。薇歐蕾特和格雷戈里邀請克莉絲蒂與邦妮到府用餐，而格雷戈里表示其有意和薇歐蕾特共組完整的家庭。當克莉絲蒂提及薇歐蕾特的女兒葛溫妮絲，卻意外讓不知情的格雷戈里得知此事，這讓薇歐蕾特對克莉絲蒂感到非常生氣。貝芙莉向邦妮道歉，並表示邦妮讓她想起其不負責任的酗酒父親，才會將怨恨移駕至邦妮身上，而兩人也因此冰釋前嫌。薇歐蕾特提著行李來到克莉絲蒂家門口，並打電話向克莉絲蒂道歉，而克莉絲蒂在安慰薇歐蕾特之餘，還要薇歐蕾特為自己的行為負責，這讓薇歐蕾特有所領悟，並暗自離開克莉絲蒂家。 未登場：麥特·瓊斯 飾 巴克斯特、弗倫奇·斯圖爾特 飾 大厨魯迪、布萊克·蓋瑞特·羅森塔爾 飾 羅斯科、潔米·佩絲莉 飾 吉兒、貝絲·霍爾 飾 溫蒂·哈里斯 客串：大衛·克倫荷茨 飾 格雷戈里、艾米·希爾 飾 貝芙莉·塔倫蒂諾                                                         |             |                                                                     |               | |                |           |                       |
| 49 | 5           | 一名海盗、三只青蛙和一位王子 A Pirate, Three Frogs and a Prince     | 詹姆士·威道斯 | 劇本創作 ：查克·洛里 & 沃倫·貝爾 故事構思 ：艾迪·高洛達斯奇 & 艾莉莎·紐鮑爾 & 米高·伯考                                    | 2015年12月10日 | 4X7055    | 6.87                  |
| 克莉絲蒂和瑪珠莉等人要邦妮嘗試展開新戀情，而邦妮決定對史提夫下手。在家長會面談中，利珀特老師對於羅斯科的進步讚譽有加，而這一切都是肯蒂絲的功勞，不過此成果反倒讓克莉絲蒂感到威脅而和肯蒂絲相處不快。瑪珠莉開導克莉絲蒂，認為多一個人愛羅斯科不是壞事，而克莉絲蒂希望羅斯科知道自己雖然無法給予他富足的生活，但她仍非常深愛羅斯科。史提夫對於和邦妮關係感到積極，因此克莉絲蒂要邦妮不要玩弄史提夫的感情。 未登場：莎蒂·考瓦諾 飾 薇歐蕾特·普朗奇、弗倫奇·斯圖爾特 飾 大厨魯迪 客串：唐·麥克馬納斯 飾 史提夫、莎拉·露 飾 肯蒂絲、翠西亞·歐凱莉 飾 利珀特老師 |             |                                                                     |               | |                |           |                       |
| 50 | 6           | 饥不择食和外烩干預 Horny-Goggles and a Catered Intervention         | 詹姆士·威道斯 | 劇本創作 ：蘇珊·麥克馬丁 故事構思 ：查克·洛里 & 尼克·貝凱 & 謝爾敦·布爾                                                    | 2015年12月17日 | 4X7054    | 8.99                  |
| 蕾吉娜宣布自己將開始飲酒，並認定自己並非酗酒者而是藥癮者，這讓克莉絲蒂一行人感到擔憂。蕾吉娜可以適度地控制飲酒量，這讓克莉絲蒂想要嘗試看看，但巴克斯特表示他不希望克莉絲蒂再度走上那酗酒之路。因克莉絲蒂一行人很擔心蕾吉娜，而不太確定蕾吉娜所說的是否屬實，這讓蕾吉娜對好友們感到失望而搬出吉兒家。克莉絲蒂一行人來到蕾吉娜的新居拜訪，並對懷疑蕾吉娜一事向她道歉。 未登場：莎蒂·考瓦諾 飾 薇歐蕾特·普朗奇、弗倫奇·斯圖爾特 飾 大厨魯迪 特別客串：奥克塔維亞·斯賓塞 飾 蕾吉娜 客串：莎拉·露 飾 肯蒂絲、拉蒙特·湯普森 飾 馬庫斯 |             |                                                                     |               | |                |           |                       |
| 51 | 7           | 犹太馄饨和小屁股 Kreplach and a Tiny Tush                           | 安東尼·瑞奇   | 劇本創作 ：艾迪·高洛達斯奇 & 亞當·蔡斯 & 沃倫·貝爾 故事構思 ：查克·洛里 & 馬科·佩奈特 & 艾莉莎·紐鮑爾                      | 2016年1月7日   | 4X7059    | 8.71                  |
| 格雷戈里的母親菲莉絲駕到，而薇歐蕾特表示菲莉絲想要和克莉絲蒂與邦妮見面。在雙方家庭晚餐時，難相處的菲莉絲處處戳中克莉絲蒂和邦妮的致命點，而吉兒、史提夫和祖蒂一直出面攪局，使得克莉絲蒂和邦妮在這頓晚餐中相當忙碌。史提夫受夠自己屈於邦妮，因此決定和邦妮分手。薇歐蕾特受夠吉兒等人一直跑來找克莉絲蒂訴苦，而對克莉絲蒂發火，正當格雷戈里等人打算離開時，菲莉絲說出她認為克莉絲蒂此舉是在做善行，並認為薇歐蕾特應該為克莉絲蒂替酗酒者們指引一事感到驕傲。 未登場：麥特·瓊斯 飾 巴克斯特、弗倫奇·斯圖爾特 飾 大厨魯迪、布萊克·蓋瑞特·羅森塔爾 飾 羅斯科 客串：唐·麥克馬納斯 飾 史提夫、大衛·克倫荷茨 飾 格雷戈里、艾蜜莉·奧斯蒙 飾 祖蒂、琳達·拉文 飾 菲莉絲·蒙奇尼克 |             |                                                                     |               | |                |           |                       |
| 52 | 8           | 肉桂饼和走光露点 Snickerdoodle and a Nip Slip                       | 詹姆士·威道斯 | 劇本創作 ：查克·洛里 & 沃倫·貝爾 故事構思 ：艾迪·高洛達斯奇 & 艾莉莎·紐鮑爾                                                | 2016年1月14日  | 4X7057    | 8.33                  |
| 由於巴克特和肯蒂絲打算結婚，因此肯蒂絲想和克莉絲蒂與邦妮建立好關係。肯蒂絲的父親弗雷德對克莉絲蒂一見鍾情而頻頻對克莉絲蒂示愛，而邦妮認為這是克莉絲蒂飛上枝頭的好機會，但克莉絲蒂礙於羅斯科而拒絕了弗雷德。肯蒂絲認為是克莉絲蒂勾引父親，因此對克莉絲蒂惡言相嚮，使得克莉絲蒂決定答應弗雷德的約會邀請來氣肯蒂絲。約會過後，克莉絲蒂對弗雷德的印象不錯而打算繼續嘗試來往，而巴克斯特試圖用錢來阻止克莉絲蒂。 未登場：莎蒂·考瓦諾 飾 薇歐蕾特·普朗奇、弗倫奇·斯圖爾特 飾 大厨魯迪、咪咪·甘迺迪 飾 瑪珠莉、潔米·佩絲莉} 飾 吉兒、貝絲·霍爾} 飾 溫蒂·哈里斯 客串：莎拉·露 飾 肯蒂絲、哈瑞·哈林 飾 弗雷德 |             |                                                                     |               | |                |           |                       |
| 53 | 9           | 小马宝莉和杜冷丁针剂 My Little Pony and a Demerol Drip              | 詹姆士·威道斯 | 劇本創作 ：查克·洛里 & 尼克·貝凱 & 謝爾敦·布爾 故事構思 ：潔瑪·貝克 & 馬科·佩奈特 & 亞當·蔡斯                              | 2016年1月21日  | 4X7058    | 8.49                  |
| 克莉絲蒂和弗雷德的戀情進展順利，然而克莉絲蒂從酒醉的肯蒂絲口中得知其嫉妒克莉絲蒂擁有父親的愛，這讓克莉絲蒂有所思考。在兩家人聚餐時，弗雷德拿肯蒂絲當作笑柄，這讓克莉絲蒂很同情肯蒂絲，並試圖暗中修補肯蒂絲和弗雷德的關係，但弗雷德的態度讓克莉絲蒂無法忍受而選擇與弗雷德分手。邦妮得知克莉絲蒂和弗雷德的戀情告吹而傷心，至於肯蒂絲則樂見此結果。 未登場：莎蒂·考瓦諾 飾 薇歐蕾特·普朗奇、弗倫奇·斯圖爾特 飾 大厨魯迪 客串：莎拉·露 飾 肯蒂絲、哈瑞·哈林 飾 弗雷德 |             |                                                                     |               | |                |           |                       |
| 54 | 10          | 安眠酮和小能手 Quaaludes and Crackerjack                            | 詹姆士·威道斯 | 劇本創作 ：查克·洛里 & 謝爾敦·布爾 & 蘇珊·麥克馬丁 故事構思 ：尼克·貝凱 & 沃倫·貝爾                                        | 2016年2月4日   | 4X7061    | 7.96                  |
| 史提夫一直對邦妮做出怪異舉動，使得邦妮決定轉去參加同志匿名戒酒會好迴避史提夫，結果她卻沒想到會在那遇到過去交往的珍寧。過去邦妮為擺脫無家可歸的窘境而利用珍寧的感情，並在意識到珍寧動真感情後，選擇帶著克莉絲蒂半夜逃跑。在瑪珠莉的建議下，邦妮決定向珍寧道歉，而在晚餐後，兩人意外地發生關係。珍寧又重拾對邦妮的情感，但邦妮認為那只是一夜情而拒絕珍寧。珍寧不相信邦妮的話，試圖贏回邦妮，同時，史提夫也解開他與邦妮的誤會。 未登場：莎蒂·考瓦諾 飾 薇歐蕾特·普朗奇、麥特·瓊斯 飾 巴克斯特、弗倫奇·斯圖爾特 飾 大厨魯迪、布萊克·蓋瑞特·羅森塔爾 飾 羅斯科 客串：蘿西·歐唐納 飾 珍寧、唐·麥克馬納斯 飾 史提夫、艾利克·馬帕 飾 米洛 |             |                                                                     |               | |                |           |                       |
| 55 | 11          | 灰姑娘和醉酒馬蓋先 Cinderella and a Drunk MacGyver                  | 詹姆士·威道斯 | 劇本創作 ：查克·洛里 & 艾迪·高洛達斯奇 & 尼克·貝凱 故事構思 ：艾莉莎·紐鮑爾 & 沃倫·貝爾 & 蘇珊·麥克馬丁                    | 2016年2月11日  | 4X7060    | 8.13                  |
| 互助會來了新成員朱利安，而朱利安的帥氣猛男外型讓克莉絲蒂一行人神魂顛倒。邦妮和吉兒一同參加一場意在為無家可歸人士籌款而歷年舉辦的奢華晚會，然而大家因吉兒之前的酗酒及藥癮問題對其觀感極差。朱利安尋求克莉絲蒂的幫助，而克莉絲蒂努力克制自己對朱利安的好感，並提供不少建議讓朱利安度過戒酒的第一天。慈善晚會受邀者都對吉兒不善，這讓吉兒頗受委屈，就在吉兒欲平反自己的形象時，卻不小心火燒晚宴。朱利安也對克莉絲蒂有所好感，但克莉絲蒂知道現在的朱利安狀態極差，彼此抱持期待都有害無益，因此克莉絲蒂拒絕了朱利安並要朱利安繼續堅持戒酒。 未登場：莎蒂·考瓦諾 飾 薇歐蕾特·普朗奇、麥特·瓊斯 飾 巴克斯特、弗倫奇·斯圖爾特 飾 大厨魯迪、布萊克·蓋瑞特·羅森塔爾 飾 羅斯科 客串：喬·曼根尼羅 飾 朱利安 |             |                                                                     |               | |                |           |                       |
| 56 | 12          | 糖尿病蕾丝边和待嫁新娘 Diabetic Lesbians and a Blushing Bride       | 詹姆士·威道斯 | 劇本創作 ：查克·洛里 & 馬科·佩奈特 & 亞當·蔡斯 & 安妮·弗雷特-佐丹諾 故事構思 ：艾迪·高洛達斯奇 & 潔瑪·貝克 & 艾莉莎·紐鮑爾 | 2016年2月18日  | 4X7062    | 8.68                  |
| 祖蒂交了個才剛戒毒癮的男友，這讓克莉絲蒂很擔心其男友會影響到祖蒂。普魯吉安向瑪珠莉求婚，而得知消息的克莉絲蒂為瑪珠莉感到高興，並決定為瑪珠莉舉辦一個告別單身派對。一同參加告別單身派對的普魯吉安的妹妹恩雅對瑪珠莉的過去感到介意而拒絕參加兩人的婚禮，這讓瑪珠莉和普魯吉安很傷心，於是克莉絲蒂和邦妮決定使出渾身解數讓恩雅出席婚禮。瑪珠莉和普魯吉安成功完婚，並準備搭著郵輪去蜜月，結果就在這時，克莉絲蒂接到警方的電話，並得知祖蒂因吸毒過量而逝世，這讓克莉絲蒂、邦妮、吉兒與溫蒂大潰堤。克莉絲蒂要所有人向瑪珠莉隱瞞此事，並打算等到瑪珠莉度完蜜月後再將此事道出。 未登場：莎蒂·考瓦諾 飾 薇歐蕾特·普朗奇、麥特·瓊斯 飾 巴克斯特、弗倫奇·斯圖爾特 飾 大厨魯迪、布萊克·蓋瑞特·羅森塔爾 飾 羅斯科 客串：蕾雅·皮爾蒙 飾 恩雅、艾蜜莉·奧斯蒙 飾 祖蒂、強納森·科恩 飾 普魯吉安先生、湯姆·馬迪洛西安 飾 牧師 |             |                                                                     |               | |                |           |                       |
| 57 | 13          | 脏黏的手和疯糖行 Sticky Hands and a Walk on the Wild Side           | 詹姆士·威道斯 | 劇本創作 ：查克·洛里 & 艾迪·高洛達斯奇 & 蘇珊·麥克馬丁 故事構思 ：尼克·貝凱 & 沃倫·貝爾 & 安妮·弗雷特-佐丹諾               | 2016年2月25日  | 4X7063    | 7.90                  |
| 瑪珠莉對於克莉絲蒂隱瞞自己關於祖蒂死亡一事感到生氣，這讓克莉絲蒂更加難受。邦妮向克莉絲蒂、吉兒與溫蒂提議一同前去加拿大走私楓糖好大賺一筆，於是四個人便因此啟程。旅途中，克莉絲蒂將祖蒂的死怪罪在自己身上，並表示如果當初祖蒂有困難時，她有即時伸出援手，或許祖蒂就不會死，這讓邦妮她們三人也因此陷入低落情緒中。克莉絲蒂認為彼此都該在祖蒂死亡這件事中學習，好讓祖蒂的死更加有意義，而最後，瑪珠莉也向克莉絲蒂對於其情緒化的舉動道歉，而邦妮一夥人也因楓糖賺進不少錢。 未登場：莎蒂·考瓦諾 飾 薇歐蕾特·普朗奇、麥特·瓊斯 飾 巴克斯特、弗倫奇·斯圖爾特 飾 大厨魯迪、布萊克·蓋瑞特·羅森塔爾 飾 羅斯科 客串：大衛·馬提 飾 皮埃爾 |             |                                                                     |               | |                |           |                       |
| 58 | 14          | 死、死、死和全家桶 Death, Death, Death and a Bucket of Chicken      | 詹姆士·威道斯 | 劇本創作 ：查克·洛里 & 沃倫·貝爾 & 安妮·弗雷特-佐丹諾 故事構思 ：潔瑪·貝克 & 艾莉莎·紐鮑爾                                 | 2016年3月3日   | 4X7065    | 7.98                  |
| 在邦妮與史提夫恩愛時，史提夫發現邦妮屁股上有顆可疑的痣，因此告訴了克莉絲蒂。克莉絲蒂帶著邦妮到醫院做檢查，而邦妮非常擔心該痣為癌症，並開始杞人憂天。邦妮在等待報告出爐的一周裡，到處宣揚自己可能得了癌症，並在博取大家的同情之餘，還居於大家之上，這讓瑪珠莉看不下去。邦妮寫下遺愿清單，準備在死前將願望一一實現，並倉促決定和史提夫步入婚姻。報告出爐後，帕提爾醫師表示邦妮確實得了癌症，但他已將痣移除，故無大礙，這讓克莉絲蒂終於放下心中大石，而邦妮也決定取消與史提夫的訂婚。 未登場：莎蒂·考瓦諾 飾 薇歐蕾特·普朗奇、弗倫奇·斯圖爾特 飾 大厨魯迪、布萊克·蓋瑞特·羅森塔爾 飾 羅斯科 客串：唐·麥克馬納斯 飾 史提夫、西恩·T·克里斯南 飾 帕提爾醫師 |             |                                                                     |               | |                |           |                       |
| 59 | 15          | 纳粹活死人和两百磅巨婴 Nazi Zombies and a Two-Hundred-Pound Baby    | 詹姆士·威道斯 | 劇本創作 ：查克·洛里 & 蘇珊·麥克馬丁 故事構思 ：亞當·蔡斯 & 安妮·弗雷特-佐丹諾                                             | 2016年3月10日  | 4X7066    | 7.88                  |
| 克莉絲蒂從羅斯科那得知巴克斯特和肯蒂絲經常爭吵，這讓她暗自竊喜，並有機會奪回羅斯科的心。克莉絲蒂和巴克斯特談過後，得知肯蒂絲對巴克斯特的改造慾旺盛，而邦妮與瑪珠莉等人開始懷疑克莉絲蒂似乎再次對巴克斯特動了心。克莉絲蒂和巴克斯特回想起過去的總總回憶，使得兩人真的開始動搖，但邦妮極力阻止克莉絲蒂，並表示現在的巴克斯特是因為有肯蒂絲才會有模有樣，當他再次回到克莉絲蒂身邊，將又會變回過去糟糕的巴克斯特。夜裡，巴克斯特在吸食大麻後跑到克莉絲蒂家，向克莉絲蒂二度求婚，而克莉絲蒂看清她和巴克斯特永遠無法湊在一起的事實，並要巴克斯特回家休息，好好當個準新郎。 未登場：莎蒂·考瓦諾 飾 薇歐蕾特·普朗奇、弗倫奇·斯圖爾特 飾 大厨魯迪 客串：蘿莉·強森 飾 碧耶翠絲 |             |                                                                     |               | |                |           |                       |
| 60 | 16          | 玉米片和三倍发量 Cornflakes and the Hair of Three Men               | 詹姆士·威道斯 | 劇本創作 ：查克·洛里 & 布莉提·安可爾 故事構思 ：馬科·佩奈特 & 蘇珊·麥克馬丁                                                | 2016年4月7日   | 4X7064    | 7.17                  |
| 因餐廳正在整修，使得克莉絲蒂暫時無班可上，正當克莉絲蒂與邦妮為此事感到苦惱時，吉兒決定雇用克莉絲蒂擔任自己的私人助理。亞當打錯電話給邦妮，並意外與邦妮開啟話匣子，而兩人也從早聊到晚。克莉絲蒂得知吉兒正在與已婚的名人交往，這讓她感到非常好奇，但同時又希望吉兒可以和其交往的男人講明白，別到最後傷害了自己。在聽取克莉絲蒂的意見後，邦妮與亞當決定約出來見面，然而坐著輪椅的亞當來到約定餐廳的門口時，在看見邦妮後，他因為自卑而退縮。最後，吉兒因男友未選擇她而崩潰，至於邦妮則是對亞當爽約一事感到心情低落。 未登場：莎蒂·考瓦諾 飾 薇歐蕾特·普朗奇、麥特·瓊斯 飾 巴克斯特、弗倫奇·斯圖爾特 飾 大厨魯迪、布萊克·蓋瑞特·羅森塔爾 飾 羅斯科 客串：威廉·菲德內爾 飾 亞當、蘿莉·強森 飾 碧耶翠絲 |             |                                                                     |               | |                |           |                       |
| 61 | 17          | 续随子和玻璃义眼 Caperberries and a Glass Eye                       | 安東尼·瑞奇   | 劇本創作 ：查克·洛里 & 艾迪·高洛達斯奇 故事構思 ：謝爾敦·布爾 & 沃倫·貝爾                                                  | 2016年4月14日  | 4X7067    | 7.46                  |
| 邦妮不願接亞當的電話，因此克莉絲蒂主動打給亞當，試圖幫助邦妮和亞當對話。亞當道出自己半身不遂、下身癱瘓的苦衷，而邦妮也決定再給亞當一次機會。邦妮赴約後，和亞當有說有笑，並經歷了她人生中最棒的一次約會，而瑪珠莉希望邦妮可以緩下腳步好好經營感情，但邦妮不願聽從瑪珠莉的意見。克莉絲蒂從同事那得知亞當過去的花心史，而非常猶豫是否該將此事告訴邦妮。邦妮得知亞當的過去後，追問亞當，而亞當坦承他在出意外後試圖通過與女人來往來證明自己還是個男人，但現在的他已經有所改變，並希望邦妮可以相信自己。邦妮和亞當度過如一般夫妻生活平凡的一夜，而邦妮也因此相信亞當並主動向他求歡。 未登場：莎蒂·考瓦諾 飾 薇歐蕾特·普朗奇、麥特·瓊斯 飾 巴克斯特、弗倫奇·斯圖爾特 飾 大厨魯迪、布萊克·蓋瑞特·羅森塔爾 飾 羅斯科 客串：威廉·菲德內爾 飾 亞當 |             |                                                                     |               | |                |           |                       |
| 62 | 18          | 暴走模式和老年人接吻 Beast Mode and Old People Kissing              | 詹姆士·威道斯 | 劇本創作 ：查克·洛里 & 尼克·貝凱 故事構思 ：潔瑪·貝克 & 亞當·蔡斯 & 沃倫·貝爾                                              | 2016年4月21日  | 4X7068    | 8.31                  |
| 克莉絲蒂等人發現互助會新成員崔維斯其實是祖蒂的男友，而克莉絲蒂和邦妮對此感到氣憤，至於瑪珠莉等人則選擇接納崔維斯。邦妮提議亞當和自己去參加互助會打發時間，然而亞當對互助會有著成見，這讓小倆口起了小爭執。克莉絲蒂忍不住而當場責難崔維斯，使得崔維斯缺席參加互助會，在瑪珠莉的提點下，克莉絲蒂才意識到自己的錯誤。邦妮放了自己在克莉絲蒂與巴斯特婚禮上脫序行為的影片給亞當看，讓亞當了解到互助會對自己的意義何在。克莉絲蒂向崔維斯道歉，而崔維斯也對祖蒂的死感到自責，最後克莉絲蒂還是接納了崔維斯，並決定幫助崔維斯戒癮。 未登場：莎蒂·考瓦諾 飾 薇歐蕾特·普朗奇、麥特·瓊斯 飾 巴克斯特、弗倫奇·斯圖爾特 飾 大厨魯迪、布萊克·蓋瑞特·羅森塔爾 飾 羅斯科 客串：威廉·菲德內爾 飾 亞當、傑西·路肯 飾 崔維斯、瑪麗·帕特·格里森 飾 瑪麗 |             |                                                                     |               | |                |           |                       |
| 63 | 19          | 导尿管和小动作 A Catheter and a Dipsy-Doodle                        | 詹姆士·威道斯 | 劇本創作 ：查克·洛里 & 艾莉莎·紐鮑爾 & 謝爾敦·布爾 故事構思 ：尼克·貝凱 & 馬科·佩奈特 & 安妮·弗雷特-佐丹諾 & 蘇珊·麥克馬丁 | 2016年4月28日  | 4X7069    | 8.27                  |
| 邦妮看見亞當無視他人簡訊的樣子，而懷疑亞當另有其他女人，因此拒接並不讀亞當的電話與簡訊，而亞當向邦妮坦承該簡訊是之前擔任特技演員時期的好友發來的，而他不希望朋友們因他的殘疾而同情他，因此他打算缺席聚會。邦妮說服亞當到洛杉磯參加聚會，並要他相信朋友的力量。克莉絲身負重病仍繼續在餐廳工作，同時還得兼顧考試而體力不支暈倒。克莉絲蒂被診斷出得了肺炎，因此得留在醫院好好休息，然而克莉絲蒂為了參加法律課程考試而試圖脫逃。在被抓回後，克莉絲蒂再度成功逃出醫院，並在寫完考試卷後再次暈倒而被緊急送醫。亞當終於從洛杉磯回來，並向邦妮表示自己獲得一份動作指導的工作，這恐將和邦妮分隔兩地，而邦妮表面故作堅強，實則非常傷心。 未登場：莎蒂·考瓦諾 飾 薇歐蕾特·普朗奇、麥特·瓊斯 飾 巴克斯特、布萊克·蓋瑞特·羅森塔爾 飾 羅斯科 客串：威廉·菲德內爾 飾 亞當、史蒂芬·博伊爾 飾 戴夫、雷吉·迪·里昂 飾 保羅 |             |                                                                     |               | |                |           |                       |
| 64 | 20          | 纯粹邪恶和一块免费芝士蛋糕 Pure Evil and a Free Piece of Cheesecake | 詹姆士·威道斯 | 劇本創作 ：查克·洛里 & 潔瑪·貝克 & 沃倫·貝爾 故事構思 ：布莉提·安可爾                                                      | 2016年5月5日   | 4X7070    | 7.92                  |
| 克莉絲蒂的學業全部獲得A，這讓她非常開心，並相信自己將會有一番作為，不過邦妮卻開玩笑表示不怎麼看好女兒，這使她非常生氣。克莉絲蒂和邦妮吵了一整夜後，在陪同薇歐蕾特試穿婚紗時，兩人再度發生爭執並在婚紗店内大打出手。克莉絲蒂在戒酒互助會上公開譴責邦妮，而邦妮也意外坦承自己確實嫉妒克莉絲蒂，並為此感到恐慌，認為自己的未來渺茫。最後，克莉絲蒂和邦妮和好，而邦妮也意識到自己應該想想自己往後該做些什麼，開始幻想自己在狡猾的政界摸爬滾打並當上總統，最後更是告知助手羅伯特，她準備提名女兒克莉絲蒂出任最高法院大法官。 未登場：麥特·瓊斯 飾 巴克斯特、弗倫奇·斯圖爾特 飾 大厨魯迪、布萊克·蓋瑞特·羅森塔爾 飾 羅斯科 客串：李察·席夫 飾 羅伯特、史黛西·崔維斯 飾 黛博拉 注：邦妮的扮演者艾莉森·珍妮曾在《白宮風雲》中飾演白宮新聞發言人及後期的白宮幕僚長C·J·克蕾格，並憑此角色4次拿下黃金時段艾美獎最佳女演員獎項。本集末飾演總統助理的李察·席夫則在《白宮風雲》中飾演與C·J·克蕾格合作無間的白宮通訊主任托比·齊格勒。 |             |                                                                     |               | |                |           |                       |
| 65 | 21          | 麻将莎莉和药头丸 Mahjong Sally and the Ecstasy                      | 詹姆士·威道斯 | 劇本創作 ：查克·洛里 & 艾迪·高洛達斯奇 & 沃倫·貝爾 故事構思 ：艾莉莎·紐鮑爾 & 蘇珊·麥克馬丁                                | 2016年5月12日  | 4X7071    | 8.31                  |
| 克莉絲蒂獲索諾馬州立大學錄取，離她的律師夢越來越近，邦妮則因亞當不在身邊而以暴飲暴食來填補空虛，這時，薇歐蕾特出現在克莉絲蒂家，並哭著說道因格雷戈里另有女人而取消婚禮。克莉絲蒂和邦妮來到格雷戈里家，欲整理薇歐蕾特的行李，卻巧遇菲莉絲，而菲莉絲表示薇歐蕾特酗酒吸毒才是導致兩人分手的主因。克莉絲蒂想要相信薇歐蕾特，但她與邦妮越來越不確定薇歐蕾特所說的是否屬實，這讓薇歐蕾特非常生氣，並認為自己只是和大學同學出去狂歡，並不像克莉絲蒂與邦妮一樣是酗酒者，而瑪珠莉要克莉絲蒂讓薇歐蕾特自我療癒。薇歐蕾特喝醉酒跑到格雷戈里家，得知消息的克莉絲蒂與邦妮趕到，克莉絲蒂不忍心看薇歐蕾特如此傷心，並有些自責，而菲莉絲要克莉絲蒂像原諒邦妮那樣寬恕自己，這讓克莉絲蒂多少獲得安慰。 未登場：麥特·瓊斯 飾 巴克斯特、弗倫奇·斯圖爾特 飾 大厨魯迪、布萊克·蓋瑞特·羅森塔爾 飾 羅斯科 客串：琳達·拉文 飾 菲莉絲·蒙奇尼克                                                                                                   |             |                                                                     |               | |                |           |                       |
| 66 | 22          | 阿提克斯·芬奇和困难群众 Atticus Finch and the Downtrodden           | 詹姆士·威道斯 | 劇本創作 ：查克·洛里 & 尼克·貝凱 & 謝爾敦·布爾 故事構思 ：潔瑪·貝克 & 亞當·蔡斯 & 安妮·弗雷特-佐丹諾                       | 2016年5月19日  | 4X7072    | 8.14                  |
| 克莉絲蒂得知大學學費不菲後情緒崩潰，而瑪珠莉建議克莉絲蒂可以去爭取獎學金和助學貸款。邦妮賣掉薇歐蕾特的昂貴婚紗，並在吉兒的同意下，開始變賣吉兒前夫堆積在自家車庫内的物品，好幫忙籌措克莉絲蒂的學費。薇歐蕾特成天遊手好閒，這讓邦妮看不下去而斥責自己的外孫女，要她也出去找工作。薇歐蕾特於是決定遠赴位於加州和内華達州交界的太浩湖做賭場荷官，這使克莉絲蒂非常擔心，但邦妮認為她跌倒後自己爬起來會更好。最後，克莉絲蒂獲得辯護律師協會獎學金，而邦妮也籌到不少錢，替女兒補上餘下的學費。 未登場：麥特·瓊斯 飾 巴克斯特、弗倫奇·斯圖爾特 飾 大厨魯迪、布萊克·蓋瑞特·羅森塔爾 飾 羅斯科 客串：尼克·托斯 飾 理查·普雷普勒 |             |                                                                     |               | |                |           |                       |

## 收視
| 總集數 | 集數 | 標題                         | 播出日期       | 收視/份額 （18–49歲） | 收視 （百萬） | DVR （18–49歲） | DVR收視 （百萬） | 加總 （18–49歲） | 總收視 （百萬） |
| ------ | ---- | ---------------------------- | -------------- | --------------------- | ------------- | --------------- | ---------------- | ---------------- | --------------- |
| 45     | 1    | 恐怖分子和姜饼               | 2015年11月5日  | 1.5/5                 | 7.28          | TBD             | TBD              | TBD              | TBD             |
| 46     | 2    | 大腿缝和法式羊排             | 2015年11月12日 | 1.5/5                 | 7.16          | TBD             | TBD              | TBD              | TBD             |
| 47     | 3    | 奶酪条和基琴吧               | 2015年11月19日 | 1.7/5                 | 7.46          | TBD             | TBD              | TBD              | TBD             |
| 48     | 4    | 锯末和牛腩                   | 2015年11月26日 | 1.7/6                 | 6.72          | TBD             | TBD              | TBD              | TBD             |
| 49     | 5    | 一名海盗、三只青蛙和一位王子 | 2015年12月10日 | 1.6/6                 | 6.87          | TBD             | TBD              | TBD              | TBD             |
| 50     | 6    | 饥不择食和外烩干预           | 2015年12月17日 | 1.8/6                 | 8.99          | 0.5             | 1.77             | 2.3              | 10.76           |
| 51     | 7    | 犹太馄饨和小屁股             | 2016年1月7日   | 1.8/6                 | 8.71          | 0.7             | TBD              | 2.5              | TBD             |
| 52     | 8    | 肉桂饼和走光露点             | 2016年1月14日  | 1.7/5                 | 8.33          | 0.6             | 1.91             | 2.3              | 10.23           |
| 53     | 9    | 小马宝莉和杜冷丁针剂         | 2016年1月21日  | 1.7/6                 | 8.49          | TBD             | 2.03             | TBD              | 10.52           |
| 54     | 10   | 安眠酮和小能手               | 2016年2月4日   | 1.7/6                 | 7.96          | 0.7             | 1.89             | 2.4              | 9.85            |
| 55     | 11   | 灰姑娘和醉酒馬蓋先           | 2016年2月11日  | 1.8/6                 | 8.13          | TBD             | TBD              | TBD              | TBD             |
| 56     | 12   | 糖尿病蕾丝边和待嫁新娘       | 2016年2月18日  | 1.8/6                 | 8.68          | TBD             | TBD              | TBD              | TBD             |
| 57     | 13   | 脏黏的手和疯糖行             | 2016年2月26日  | 1.8/6                 | 7.90          | TBD             | TBD              | TBD              | TBD             |
| 58     | 14   | 死、死、死和全家桶           | 2016年3月3日   | 1.7/6                 | 7.98          | TBD             | TBD              | TBD              | TBD             |
| 59     | 15   | 纳粹活死人和两百磅巨婴       | 2016年3月10日  | 1.7/6                 | 7.88          | TBD             | TBD              | TBD              | TBD             |
| 60     | 16   | 玉米片和三倍发量             | 2016年4月7日   | 1.5/5                 | 7.17          | TBD             | TBD              | TBD              | TBD             |
| 61     | 17   | 续随子和玻璃义眼             | 2016年4月14日  | 1.5/5                 | 7.46          | TBD             | TBD              | TBD              | TBD             |
| 62     | 18   | 暴走模式和老年人接吻         | 2016年4月21日  | 1.8/6                 | 8.31          | TBD             | TBD              | TBD              | TBD             |
| 63     | 19   | 导尿管和小动作               | 2016年4月28日  | 1.7/6                 | 8.27          | TBD             | TBD              | TBD              | TBD             |
| 64     | 20   | 纯粹邪恶和一块免费芝士蛋糕   | 2016年5月5日   | 1.5/6                 | 7.92          | 0.7             | TBD              | 2.2              | TBD             |
| 65     | 21   | 麻将莎莉和药头丸             | 2016年5月12日  | 1.8/6                 | 8.31          | TBD             | TBD              | TBD              | TBD             |
| 66     | 22   | 阿提克斯·芬奇和困难群众      | 2016年5月19日  | 1.7/6                 | 8.14          | 0.7             | 1.85             | 2.4              | 9.99            |
| 平均   | 平均 | 平均                         | 平均           | 1.7                   | 7.98          | 0.6             | 1.84             | 2.3              | 9.81            |

## 評價
於爛番茄整合的評論中，本季獲得100%新鮮度、8.33/10分（9位評論家）。於Metacritic整合的評論中，第3季獲得82分（滿分100分；4位評論家），屬極高的讚譽。

## 獎項
| 年度 | 大獎                 | 獎項                         | 入圍者                                       | 結果 |
| ---- | -------------------- | ---------------------------- | -------------------------------------------- | ---- |
| 2016 | 人民選擇獎           | 最喜愛公共電視網喜劇類影集獎 | 最喜愛公共電視網喜劇類影集獎                 | 提名 |
| 2016 | 人民選擇獎           | 最喜愛喜劇類電視女演員獎     | 安娜·法瑞絲                                  | 提名 |
| 2016 | 評論家選擇電視獎     | 喜劇類影集最佳女配角獎       | 艾莉森·珍妮                                  | 提名 |
| 2016 | 評論家選擇電視獎     | 喜劇類影集最佳客串演出獎     | 艾倫·鮑絲汀                                  | 提名 |
| 2016 | 藝術指導工會獎       | 最佳多鏡電視影集藝術指導獎   | 約翰·薛弗納                                  | 提名 |
| 2016 | 葛蕾絲獎             | 喜劇及音樂類最佳女配角獎     | 艾莉森·珍妮                                  | 獲獎 |
| 2016 | Gold Derby電視獎     | 最佳喜劇類影集女配角獎       | 艾莉森·珍妮                                  | 提名 |
| 2016 | 在線電影與電視協會獎 | 喜劇類影集最佳女配角獎       | 艾莉森·珍妮                                  | 獲獎 |
| 2016 | 在線電影與電視協會獎 | 喜劇類影集最佳客串女演員獎   | 艾倫·鮑絲汀                                  | 提名 |
| 2016 | 黃金時段艾美獎       | 最佳喜劇類影集女配角獎       | 艾莉森·珍妮                                  | 提名 |
| 2016 | 黃金時段艾美獎       | 最佳多鏡影集攝影獎           | 史蒂芬·V·西佛（集數：《脏黏的手和疯糖行》）  | 提名 |
| 2016 | 黃金時段艾美獎       | 最佳喜劇類影集多鏡影片剪輯獎 | 喬·貝拉（集數：《阿提克斯·芬奇和困难群众》） | 提名 |

## 外部連結
- 《极品老妈》的CBS全接触（英语：CBS All Access）主页（英文）
- 《《極品老媽》》各集列表 来自互联网电影数据库（英文）